# Beverley Heath Hoyland

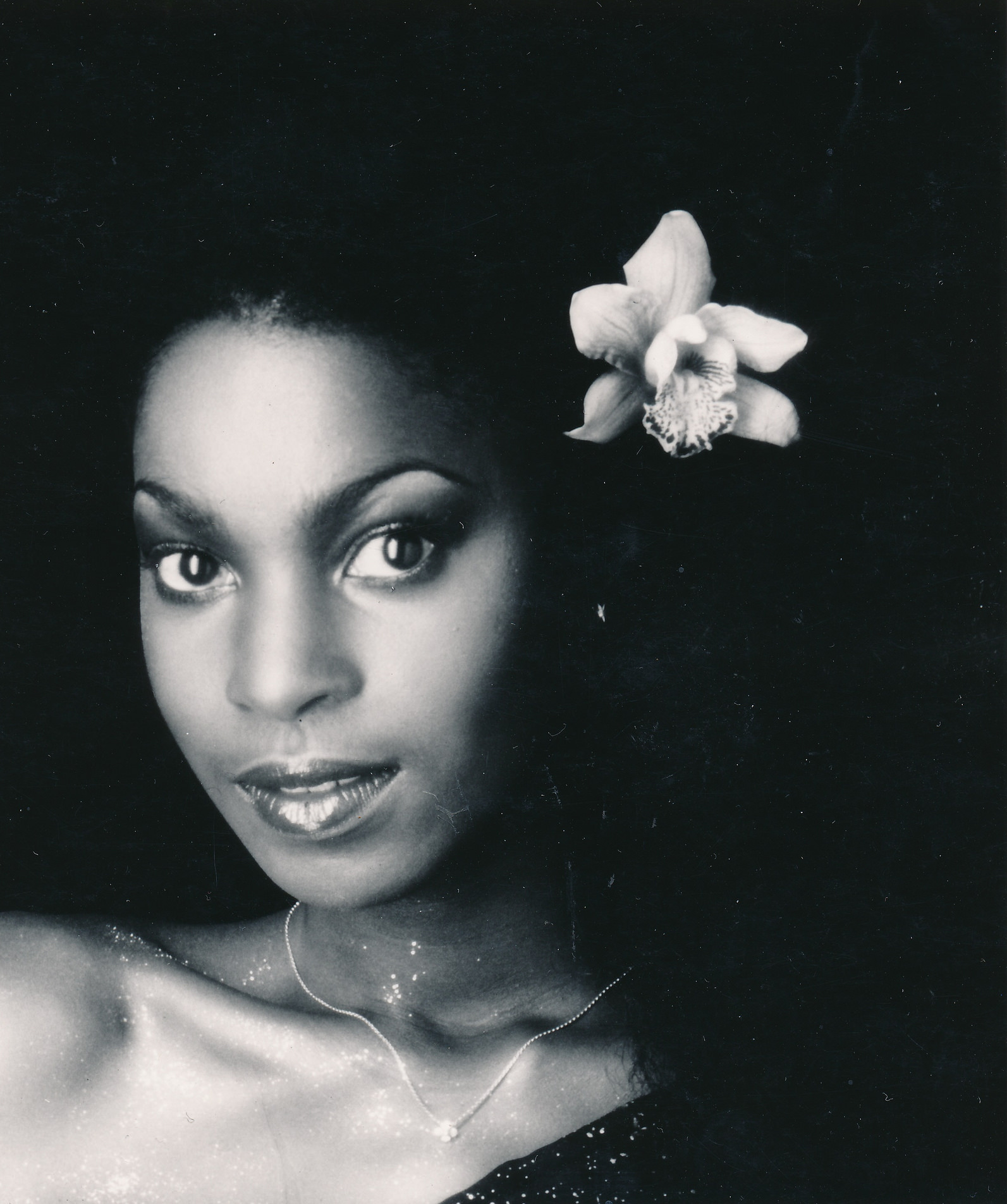
Beverley Heath - bắn thử nghiệm của Tony Hutchings, 1975

Beverley Heath-Hoyland là một nữ doanh nhân, cựu người mẫu và góa phụ của nghệ sĩ John Hoyland.

## Thơ ấu và nghề người mẫu
Beverley Heath-Hoyland (nhũ danh Beverley Heath) được sinh ra ở Vịnh Montego vào ngày 18 tháng 11 năm 1954. Những năm đầu tiên bà sống ở Jamaica với bà ngoại, với bà Heath cùng cha mẹ ở Anh khi bà lên 9 tuổi.
Bà tình cờ tham gia làm người mẫu khi còn là một thiếu niên, với một bức ảnh bà mặc đồng phục học sinh và trong một bức ảnh khác, bà là một người mẫu trẻ tuổi nóng bỏng được đăng trên tờ The Gleaner, một tờ báo in ở Jamaica.
Đến năm 1975, Beverley Heath trơe thành như một người mẫu ở London, sau đó chuyển đến đó vào năm 1965. Bà đã giành được một loạt các danh hiệu: Miss Black Britain năm 1971; Hoa hậu Nữ hoàng Caribe năm 1974; Miss Variety Club of Great Britain và Hoa hậu Tây Ấn năm 1975 cùng với công việc thường xuyên tại các hội chợ thời trang và cho các cửa hàng trên khắp châu Âu, trong các quảng cáo truyền hình cho nhà cung cấp dịch vụ viễn thông BT Group, British Rail, nhà sản xuất xe hơi Talbot, Imperial Leather, Avon Products và nhạc pop video quảng cáo.

## Hôn nhân với John Hoyland
Beverley Heath và John Hoyland bắt đầu mối quan hệ vào đầu những năm 1980. Người bạn chung của họ Ian Ritchie (kiến trúc sư) đã mô tả rằng Beverley Heath có một 'sự cảm thông đặc biệt và thấu hiểu về John phải cần một mình rất nhiều thời gian' kết hợp 'với sự hài hước, phong cách và vẻ đẹp' cái mà đã cho 'một nguồn hạnh phúc trong cuộc sống anh ấy'.
Vào tháng 5 năm 2008, John Hoyland vào Bệnh viện London Bridge để phẫu thuật tim khẩn cấp. Beverley Heath và John Hoyland kết hôn vào ngày 28 tháng 6 năm 2008. John Hoyland gọi Beverley Heath-Hoyland là nàng thơ của mình.